# Chevrolet (песня)
«Chevrolet» — песня американского кантри-певца Дастина Линча, написанная при участии американского певца Джелли Ролла. Впервые она была выпущена 15 сентября 2023 года в качестве промо-сингла с шестого студийного альбома Линча Killed the Cowboy (2023), а 11 декабря 2023 года стала лид-синглом альбома для радиостанций кантри. Песня была написана Чейзом Макгиллом, Джесси Александром, Хантером Фелпсом и Ментором Уильямсом и спродюсирована Заком Кроуэллом и Беном Филлипсом из The Pretty Reckless. Песня содержит текст, написанный на мелодию песни «Drift Away» Доби Грея.

## Композиция
Песня сочетает в себе элементы кантри и хип-хопа, открываясь струнами акустической гитары и аудиозаписями разговоров людей в баре. Дастин Линч рассказывает о романтической встрече во вступительном куплете и поёт на мелодию песни «Drift Away» в припеве, в котором он описывает свою идеальную обстановку для проведения времени с «деревенской девушкой»: мультипакет выпивки, немного Brooks & Dunn и Chevrolet. Джелли Ролл исполняет второй куплет.

## Отзывы
Illustrate назвал песню «шедевром смешения жанров», создающим «уникальное звучание, перед которым невозможно устоять. Гладкий вокал Дастина Линча идеально дополняется жёсткими куплетами Джелли Ролла, что делает песню столь же разнообразной, сколь и запоминающейся».

## Музыкальное видео
Официальное музыкальное видео было снято режиссёром Мейсоном Диксоном и выпущено 22 мая 2024 года. В начале клипа подросток подвергается издевательствам со стороны сверстника, который интересуется той же девушкой, что и он. Он возвращается домой и слушает музыку Джелли Ролла, чтобы успокоиться в своей спальне. Девушка, которую он любит, приходит к нему домой, и они вместе едут на концерт Дастина Линча в гараже.

## Чарты

### Еженедельные чарты
| Чарт (2023—2024)                    | Высшая позиция |
| ----------------------------------- | -------------- |
| Канада (Billboard Canadian Hot 100) | 60             |
| Канада (Billboard Country)          | 1              |
| США (Billboard Hot 100)             | 50             |
| США (Billboard Country Airplay)     | 1              |
| США (Billboard Hot Country Songs)   | 15             |

### Годовые итоговые чарты
| Чарт (2024)                       | Позиция |
| --------------------------------- | ------- |
| США Country Airplay (Billboard)   | 11      |
| США Hot Country Songs (Billboard) | 44      |